# Ian Trethowan
Ian Trethowan (High Wycombe, 20 de outubro de 1922 - Londres, 12 de dezembro de 1990) foi um jornalista britânico. Ele foi presidente da Thames Television e ex-diretor-geral da British Broadcasting Corporation.

## Biografia
Trethowan começou sua carreira como repórter de jornal em York no norte da Inglaterra, ele foi presidente da Thames Television (1987-90), e ocupou os cargos de vice-editor e editor político da Independent Television News de 1958 a 1963 e depois se juntou à BBC como comentarista.
Ele foi diretor geral da BBC de 1977 a 1982, e foi condecorado pela Rainha Elizabeth II em 1980, em reconhecimento de seus serviços para o jornalismo televisivo.